# ادوارد مچیکیان
ادوارد مچیکیان (ارمنی: Էդուարդ Մեչիկան؛ بلغاری: Едуард Мечикян؛ زادهٔ ۲۸ فوریهٔ ۱۹۹۶ در صوفیه) بازیکن فوتبال در پست دروازه‌بان اهل بلغارستان-ارمنستان است.

## باشگاهی
از باشگاه‌هایی که در آن بازی کرده‌است می‌توان به باشگاه فوتبال لوکوموتیو صوفیه و باشگاه فوتبال لودوگورتس رازگراداشاره کرد.

## تیم ملی
وی همچنین در تیم ملی فوتبال زیر ۱۹ سال ارمنستان بازی کرده‌است.